# Tema Metropolitan District
Tema Metropolitan District är ett distrikt i Ghana.   Det ligger i regionen Storaccra, i den södra delen av landet, 24 km nordost om huvudstaden Accra. Antalet invånare är 510 124. Arean är 565 kvadratkilometer.
Terrängen i Tema Metropolitan District är platt åt sydost, men åt nordväst är den kuperad.